# Lijst van onderscheidingen van George VI van het Verenigd Koninkrijk
Koning George VI van het Verenigd Koninkrijk (1895 – 1952) bezat de volgende onderscheidingen.
|    | rang              | orde                                                       | land                   | datum                               |
| -- | ----------------- | ---------------------------------------------------------- | ---------------------- | ----------------------------------- |
| 1  | Ridder            | Orde van de Kousenband                                     | Engeland               | 14 december 1916 – 11 december 1936 |
| 2  | Ex officio        | Orde van de Kousenband                                     | Engeland               | 11 december 1936 – 6 februari 1952  |
| 3  | Ridder Grootkruis | Koninklijke Orde van Victoria                              | Gemenebest van Naties  | 1 januari 1921 – 11 december 1936   |
| 4  | Ex officio        | Koninklijke Orde van Victoria                              | Gemenebest van Naties  | 11 december 1936 – 6 februari 1952  |
| 5  | Ridder Grootkruis | Orde van de Distel                                         | Schotland              | 24 april 1923 – 11 december 1936    |
| 6  | Ex officio        | Orde van de Distel                                         | Schotland              | 11 december 1936 – 6 februari 1952  |
| 7  | Lord              | Majesty's Most Honourable Privy Council                    |                        | 25 juni 1925 – 11 december 1936     |
| 8  | Ridder Grootkruis | Orde van Sint-Jan                                          | Gemenebest van Naties  | 12 juni 1926 – 11 december 1936     |
| 9  | Ex officio        | Orde van Sint-Jan                                          | Gemenebest van Naties  | 11 december 1936 – 6 februari 1952  |
| 10 | Ridder Grootkruis | Orde van Sint-Michaël en Sint-George                       | Verenigd Koninkrijk    | 22 december 1926 – 11 december 1936 |
| 11 | Ex officio        | Orde van Sint-Michaël en Sint-George                       | Verenigd Koninkrijk    | 11 december 1936 – 6 februari 1952  |
| 12 | Ridder Grootkruis | Orde van Sint-Patrick                                      | Noord-Ierland          | 7 maart 1936 – 11 december 1936     |
| 13 | Ex officio        | Orde van Sint-Patrick                                      | Noord-Ierland          | 11 december 1936 – 6 februari 1952  |
| 14 | Monarch           | Order of Merit                                             | Gemenebest van Naties  | 11 december 1936 – 6 februari 1952  |
| 15 | Monarch           | Orde van de Eregezellen                                    | Gemenebest van Naties  | 11 december 1936 – 6 februari 1952  |
| 16 | Monarch           | Orde van het Bad                                           | Verenigd Koninkrijk    | 11 december 1936 – 6 februari 1952  |
| 17 | Monarch           | Orde van het Britse Rijk                                   | Verenigd Koninkrijk    | 11 december 1936 – 6 februari 1952  |
| 18 | Monarch           | Orde van Voorname Dienst                                   | Verenigd Koninkrijk    | 11 december 1936 – 6 februari 1952  |
| 19 | Monarch           | Keizerlijke Orde van Verdienste                            | Verenigd Koninkrijk    | 11 december 1936 – 6 februari 1952  |
| 20 | Monarch           | Orde van Barmhartigheid                                    | Verenigd Koninkrijk    | 11 december 1936 – 6 februari 1952  |
| 21 | Monarch           | Orde van de Ster van Indië                                 | Brits-Indië            | 11 december 1936 – 6 februari 1952  |
| 22 | Monarch           | Orde van het Indische Keizerrijk                           | Brits-Indië            | 11 december 1936 – 6 februari 1952  |
| 23 | Monarch           | Orde van Brits-Indië                                       | Brits-Indië            | 11 december 1936 – 6 februari 1952  |
| 24 | Monarch           | Indische Orde van Verdienste                               | Brits-Indië            | 11 december 1936 – 6 februari 1952  |
| 25 | Monarch           | Keizerlijke Orde van de Kroon van Indië                    | Brits-Indië            | 11 december 1936 – 6 februari 1952  |
| 26 | Monarch           | Orde van Birma                                             | Verenigd Koninkrijk    | 11 december 1936 – 6 februari 1952  |
| 27 | Monarch           | Koninklijke Orde van Victoria en Albert                    | Verenigd Koninkrijk    | 11 december 1936 – 6 februari 1952  |
| 28 | Monarch           | Koninklijke Orde van Koning Edward VII                     | Verenigd Koninkrijk    | 11 december 1936 – 6 februari 1952  |
| 29 | Monarch           | Koninklijke Orde van Koning George V                       | Verenigd Koninkrijk    | 11 december 1936 – 6 februari 1952  |
| 30 | Monarch           | Koninklijke Orde van Koning George VI                      | Verenigd Koninkrijk    | 1937 – 6 februari 1952              |
| 31 |                   | Koninklijke Victoriaanse Keten                             | Gemenebest van Naties  | 3 juni 1927                         |
| 32 |                   | 1914 Ster                                                  | Gemenebest van Naties  | 1919                                |
| 33 |                   | Britse Oorlogsmedaille                                     | Gemenebest van Naties  | 1919                                |
| 34 |                   | Overwinningsmedaille genoemd in de Dagorder                | Gemenebest van Naties  | 1919                                |
| 35 |                   | Medaille voor het Diamanten Jubileum van Koningin Victoria | Gemenebest van Naties  | 1897                                |
| 36 |                   | Kroningsmedaille van Edward VII                            | Gemenebest van Naties  | 1902                                |
| 37 |                   | Kroningsmedaille van George V                              | Gemenebest van Naties  | 1911                                |
| 38 |                   | Medaille voor het Zilveren Jubileum van George V           | Gemenebest van Naties  | 1935                                |
| 39 |                   | Onderscheiding van de Canadese Strijdkrachten              | Canada                 | 1951                                |
| 40 | Ridder            | Orde van Sint-Vladimir met Zwaarden                        | Rusland                | 3 juni 1917 – 7 november 1917       |
| 41 | Ridder            | Militaire Orde van Italië                                  | Italië                 | 11 augustus 1917 – 2 juni 1946      |
| 42 | Grootkruis        | Legioen van Eer                                            | Frankrijk              | 1917 – 6 februari 1952              |
| 43 | Grootkruis        | Orde van de Witte Adelaar                                  | Koninkrijk Joegoslavië | 1918 – 2 december 1945              |
| 44 | Grootkruis        | Leopoldsorde                                               | België                 | 22 november 1918 – 6 februari 1952  |
| 45 | Grootofficier     | Koninklijke orde van de Meest Heilige Orde van Aqdas       | Perzië                 | 31 oktober 1919 – 1925              |
| 46 | Ridder            | Orde van Carol I                                           | Roemenië               | 18 oktober 1922 – 10 september 1944 |
| 47 | Grootkruis        | Orde van de Ster van Ethiopië                              | Ethiopië               | 9 juli 1924 – 6 februari 1952       |
| 48 | Grootkruis        | Orde van Mohammed Ali                                      | Egypte                 | 4 juli 1927 – 6 februari 1952       |
| 49 | Grootcommandeur   | Orde van de Zon                                            | Afghanistan            | 13 maart 1928 – 6 februari 1952     |
| 50 | Grootkruis        | Orde van de Twee Rivieren                                  | Irak                   | 20 juni 1933 – 6 februari 1952      |
| 51 | Grootkruis        | Orde van de Verlosser                                      | Griekenland            | 7 oktober 1936 – 6 februari 1952    |
| 52 | Grootkruis        | Orde van de Feniks                                         | Griekenland            | 7 oktober 1936 – 6 februari 1952    |
| 53 | Grootkruis        | Orde van Ojaswi Rajanya                                    | Nepal                  | 29 april 1937 – 6 februari 1952     |
| 54 | Ridder            | Orde van de Serafijnen                                     | Zweden                 | 11 mei 1937 – 6 februari 1952       |
| 55 | Grootkruis        | Orde van Sint-Karel                                        | Monaco                 | 11 mei 1937 – 6 februari 1952       |
| 56 | Grootlint         | Chrysanthemumorde                                          | Japan                  | 29 juni 1937 – 6 februari 1952      |
| 57 | Ridder            | Orde van het Koninklijk Huis van Chakri                    | Thailand               | 1 februari 1938 – 6 februari 1952   |
| 58 | Ridder            | Orde van Sint-Cyrillus en Sint-Methodius                   | Bulgarije              | 1938 – 30 december 1947             |
| 60 | Lid               | Orde van Sint-Joris en Sint-Constantijn met Keten          | Griekenland            | 7 november 1938 – 6 februari 1952   |
| 61 | Grootkruis        | Orde van Christus                                          | Portugal               | 4 mei 1939 – 6 februari 1952        |
| 62 | Grootkruis        | Orde van Aviz                                              | Portugal               | 4 mei 1939 – 6 februari 1952        |
| 63 | Grote Keten       | Orde van Sint Jacob van het Zwaard                         | Portugal               | 4 mei 1939 – 6 februari 1952        |
| 64 | Grootkruis        | Orde van de Ster van Karageorge                            | Koninkrijk Joegoslavië | 19 juli 1939 – 2 december 1945      |
| 65 | Lid               | Orde van de Hasjemieten                                    | Irak                   | 10 november 1943 – 6 februari 1952  |
| 66 | Grootofficier     | Legioen van Verdienste                                     | United States          | 1945 – 6 februari 1952              |
| 67 | Grootkruis        | Militaire Willems-Orde                                     | Nederland              | 1 juli 1946                         |
| 68 | Grootlint         | Orde van Ojaswi Rajanya                                    | Nepal                  | 24 september 1946 – 6 februari 1952 |
| 69 | Ordeketen         | Orde van Hoessein ibn Ali                                  | Jordanië               | 18 augustus 1949 – 6 februari 1952  |
| 70 | Grootlint         | Orde van Pahlavi                                           | Iran                   | 21 juli 1948 – 6 februari 1952      |
| 71 | Grootcommandeur   | Orde van de Dannebrog                                      | Denemarken             | 24 oktober 1948 – 6 februari 1952   |
| 72 | Lid               | Orde van de Bevrijding                                     | Frankrijk              | 2 april 1960 (postuum)              |